# 基因組銘印
基因銘印（英語：Genomic imprinting）又譯遗传印记或遺傳銘印（genetic imprinting）或基因印记是一種不遵从孟德尔定律的表观遺傳學現象，指只有來自特定親代的等位基因得以表达。此現象已知可見於昆蟲、哺乳动物及開花植物。
在一般二倍體生物的體細胞中擁有分别来自两个亲本的兩份基因組，通常這兩份基因組中的等位基因都能表現。但少數（小於1%）的基因會受到銘印的影響，使其中一份基因失去作用，称之为沉默，只表达等位基因中的一者。例如一種製造類胰島素的生長因子IGF-2的基因，只有來自父親的等位基因能夠表現。有研究表明，基因印记在胚胎发生的过程中至关重要。

## 机制
基因銘印通常是由基因的表观遗传修饰导致的，多见于CpG位点的甲基化（在胞嘧啶上添加甲基），有沉默基因的作用，甲基化的等位基因表达是受抑制的，而活性等位基因是未被甲基化的。人类的基因印记是在配子（精子、卵细胞）生成的时候被重置、决定的。

## 外部連結
- Imprinted Gene and Parent-of-origin Effect Database （页面存档备份，存于）
- MRC Harwell Imprinting Resource
- geneimprint.com （页面存档备份，存于）
- J. Kimball's Imprinted Genes Site
- 醫學主題詞表（MeSH）：Genomic+imprinting